# José Alberto Suárez
José Alberto Suaréz Giraldo (Cali; 22 de febrero de 1961) es un director técnico de fútbol colombiano. Actualmente está sin equipo

## Plano personal

### Legado deportivo
Su hijo David Suárez también es entrenador de fútbol y ha dirigido profesionalmente al Club Llaneros (2020), Cúcuta Deportivo (2021) y al Bogotá FC (2022).

### Formación académica
Suárez es licenciado en Educación Física y Salud de la Universidad del Valle, posee un posgrado en Administración del Entrenamiento Deportivo 1992 y un doctorado en Psicología en la Universidad de Barcelona (España) de 1995, que lo destacan como un entrenador con gran preparación.

## Trayectoria
Inició su carrera en 1995 dirigiendo al humilde River Plate de Buga en la Categoría Primera B en su primera temporada remato tercero de la reclasificacion y clasificó a los cuadrangulares finales, en 1996 dirigió a Lanceros Boyacá clasificando al cuadrangular final quedando subcampeón; la temporada siguiente dirigió al Cortuluá desde la primera fecha del  Torneo Adecuación 1997
hasta mayo de 1998, luego dirigió al Deportivo Pereira en la segunda división en reemplazo del Polaco Escobar pero tras una seguidilla de derrotas es sesado del cargo siendo reemplazo por Juan Eugenio Jiménez; más adelante trabajo desde el 2000 las divisiones inferiores del América de Cali logrando un subcampeonato y título del extinto Torneo Nacional de Reservas en 2002 y 2003 respectivamente; sus antecedentes y gran promoción de jugadores destacados lo hicieron merecedor de la dirección técnica en propiedad de los diablos rojos entre 2004 y 2005 logrando en su primera temporada el primer lugar de la reclasificación y la clasificación a la Copa Libertadores 2005, año en el que tras un mal primer semestre fue cesado y reemplazado por Ricardo Gareca, dirigió el segundo semestre a Unión Magdalena que terminó descendiendo y al año siguiente regresó a Cortulua. 
Desde junio de 2013 hasta mediados de 2014 dirigió a Jaguares de Córdoba con el que logró el título del Primer Semestre de Ascenso en 2014 derrotando en la final al América de Cali casi inmediatamente y tras los buenos resultados con el equipo Cordobés asumió la dirección del Cúcuta Deportivo con el que estuvo a punto de clasificar a la final de semestre, no obstante logró el ascenso con el cuadro Motilon en los Cuadrangulares de Ascenso de 2015 pocos meses después fue destituido por irregulares resultados en junio de 2015 regresa como director deportivo al América de Cali sin embargo, tras los malos resultados de Fernando Velasco fue nombrado técnico en propiedad del primer equipo dos meses después de llegar a la institución escarlata.
Desde 2016 hasta noviembre de 2019 dirigió al Deportes quindio, donde realizó campañas con altibajos y en el cual, en el año 2019 quedó de segundo y de primero en la fase de todos contra todos, pero no pudo concretar los resultados en cuadrangulares, quedando eliminado en las primeras fechas.

## Clubes

### Como formador
| Club                                  | País     | Año       |
| ------------------------------------- | -------- | --------- |
| Divisiones menores de América de Cali | Colombia | 1999-2004 |
| Escuela Carlos Sarmiento Lora         | Colombia | 2008-2012 |

### Como entrenador
| Club                 | País     | Año       |
| -------------------- | -------- | --------- |
| River Plate de Buga  | Colombia | 1995-1996 |
| Lanceros Boyacá      | Colombia | 1996-1997 |
| Cortuluá             | Colombia | 1997-1998 |
| Deportivo Pereira    | Colombia | 1999      |
| América de Cali      | Colombia | 2004-2005 |
| Unión Magdalena      | Colombia | 2005      |
| Cortuluá             | Colombia | 2006-2008 |
| Jaguares de Córdoba  | Colombia | 2013-2014 |
| Cúcuta Deportivo     | Colombia | 2014-2015 |
| América de Cali      | Colombia | 2015-2016 |
| Deportes Quindío     | Colombia | 2017-2019 |
| Jaguares de Córdoba  | Colombia | 2020-2021 |
| Envigado Fútbol Club | Colombia | 2021-2023 |
| Real Cartagena       | Colombia | 2024      |

## Estadísticas como entrenador
| River Plate de Buga · Colombia | 2ª                  | 1995-96             | 34          | 12          | 13          | 9           | -  | -  | -  | -  | - | - | - | - | - | - | - | - | 34          | 12          | 13          | 9           | 48.04% |
| River Plate de Buga · Colombia | Total               | Total               | 34          | 12          | 13          | 9           | 0  | 0  | 0  | 0  | 0 | 0 | 0 | 0 | 0 | 0 | 0 | 0 | 34          | 12          | 13          | 9           | 48.04% |
| Lanceros Boyacá · Colombia     | 2ª                  | 1996-97             | Desconocido | Desconocido | Desconocido | Desconocido | -  | -  | -  | -  | - | - | - | - | - | - | - | - | Desconocido | Desconocido | Desconocido | Desconocido |        |
| Lanceros Boyacá · Colombia     | Total               | Total               |             |             |             |             | 0  | 0  | 0  | 0  | 0 | 0 | 0 | 0 | 0 | 0 | 0 | 0 |             |             |             |             |        |
| Cortuluá · Colombia            | 1ª                  | 1997                | 28          | 7           | 13          | 8           | -  | -  | -  | -  | - | - | - | - | - | - | - | - | 28          | 7           | 13          | 8           | 40.48% |
| Cortuluá · Colombia            | 1ª                  | 1998                | 16          | 3           | 7           | 6           | -  | -  | -  | -  | - | - | - | - | - | - | - | - | 16          | 3           | 7           | 6           | 33.33% |
| Cortuluá · Colombia            | 2ª                  | 2006                | 24          | 15          | 5           | 4           | -  | -  | -  | -  | - | - | - | - | 2 | 0 | 1 | 1 | 26          | 15          | 6           | 5           | 65.38% |
| Cortuluá · Colombia            | 2ª                  | 2007                | 36          | 11          | 13          | 12          | -  | -  | -  | -  | - | - | - | - | - | - | - | - | 36          | 11          | 13          | 12          | 42.6%  |
| Cortuluá · Colombia            | 2ª                  | 2008                | 18          | 1           | 8           | 9           | 5  | 1  | 2  | 2  | - | - | - | - | - | - | - | - | 23          | 2           | 10          | 11          | 23.19% |
| Cortuluá · Colombia            | Total               | Total               | 122         | 37          | 46          | 39          | 5  | 1  | 2  | 2  | 0 | 0 | 0 | 0 | 2 | 0 | 1 | 1 | 129         | 38          | 49          | 42          | 42.12% |
| Deportivo Pereira · Colombia   | 2ª                  | 1999                | 16          | 9           | 4           | 3           | -  | -  | -  | -  | - | - | - | - | - | - | - | - | 16          | 9           | 4           | 3           | 64.58% |
| Deportivo Pereira · Colombia   | Total               | Total               | 16          | 9           | 4           | 3           | 0  | 0  | 0  | 0  | 0 | 0 | 0 | 0 | 0 | 0 | 0 | 0 | 16          | 9           | 4           | 3           | 64.58% |
| América de Cali · Colombia     | 1ª                  | 2002 (e)            | 4           | 1           | 0           | 3           | -  | -  | -  | -  | - | - | - | - | - | - | - | - | 4           | 1           | 0           | 3           | 25%    |
| América de Cali · Colombia     | 1ª                  | 2004                | 48          | 29          | 7           | 12          | -  | -  | -  | -  | - | - | - | - | - | - | - | - | 48          | 29          | 7           | 12          | 65.28% |
| América de Cali · Colombia     | 1ª                  | 2005                | 18          | 6           | 6           | 6           | -  | -  | -  | -  | 8 | 5 | 0 | 3 | - | - | - | - | 26          | 11          | 6           | 9           | 50%    |
| América de Cali · Colombia     | 2ª                  | 2015                | 17          | 10          | 3           | 4           | -  | -  | -  | -  | - | - | - | - | - | - | - | - | 17          | 10          | 3           | 4           | 64.7%  |
| América de Cali · Colombia     | 2ª                  | 2016                | 10          | 4           | 4           | 2           | 5  | 5  | 0  | 0  | - | - | - | - | - | - | - | - | 15          | 9           | 4           | 2           | 68.89% |
| América de Cali · Colombia     | Total               | Total               | 97          | 50          | 20          | 27          | 5  | 5  | 0  | 0  | 8 | 5 | 0 | 3 | 0 | 0 | 0 | 0 | 110         | 60          | 20          | 30          | 60.61% |
| Unión Magdalena · Colombia     | 1ª                  | 2005                | 14          | 0           | 6           | 8           | -  | -  | -  | -  | - | - | - | - | - | - | - | - | 14          | 0           | 6           | 8           | 14.29% |
| Unión Magdalena · Colombia     | Total               | Total               | 14          | 0           | 6           | 8           | 0  | 0  | 0  | 0  | 0 | 0 | 0 | 0 | 0 | 0 | 0 | 0 | 14          | 0           | 6           | 8           | 14.29% |
| Jaguares de Córdoba · Colombia | 2ª                  | 2013                | 24          | 9           | 7           | 8           | -  | -  | -  | -  | - | - | - | - | - | - | - | - | 24          | 9           | 7           | 8           | 47.22% |
| Jaguares de Córdoba · Colombia | 2ª                  | 2014                | 24          | 12          | 5           | 7           | -  | -  | -  | -  | - | - | - | - | - | - | - | - | 24          | 12          | 5           | 7           | 56.94% |
| Jaguares de Córdoba · Colombia | 1ª                  | 2020                | 12          | 2           | 7           | 3           | 2  | 0  | 2  | 0  | - | - | - | - | 2 | 0 | 2 | 0 | 16          | 2           | 11          | 3           | 27.08% |
| Jaguares de Córdoba · Colombia | 1ª                  | 2021                | 18          | 7           | 4           | 7           | -  | -  | -  | -  | - | - | - | - | - | - | - | - | 18          | 7           | 4           | 7           | 46.3%  |
| Jaguares de Córdoba · Colombia | Total               | Total               | 78          | 30          | 23          | 25          | 2  | 0  | 2  | 0  | 0 | 0 | 0 | 0 | 2 | 0 | 2 | 0 | 82          | 30          | 27          | 25          | 47.57% |
| Cúcuta Deportivo · Colombia    | 2ª                  | 2014                | 24          | 12          | 6           | 6           | 12 | 4  | 5  | 3  | - | - | - | - | - | - | - | - | 36          | 16          | 11          | 9           | 54.63% |
| Cúcuta Deportivo · Colombia    | 1ª                  | 2015                | 8           | 1           | 3           | 4           | 2  | 1  | 1  | 0  | - | - | - | - | 3 | 2 | 1 | 0 | 13          | 4           | 5           | 4           | 43.59% |
| Cúcuta Deportivo · Colombia    | Total               | Total               | 32          | 13          | 9           | 10          | 14 | 5  | 6  | 3  | 0 | 0 | 0 | 0 | 3 | 2 | 1 | 0 | 49          | 20          | 16          | 13          | 51.7%  |
| Deportes Quindío · Colombia    | 2ª                  | 2017                | 38          | 20          | 6           | 12          | 6  | 2  | 2  | 2  | - | - | - | - | - | - | - | - | 44          | 22          | 8           | 14          | 56.06% |
| Deportes Quindío · Colombia    | 2ª                  | 2018                | 36          | 14          | 11          | 11          | 8  | 3  | 2  | 3  | - | - | - | - | - | - | - | - | 44          | 17          | 13          | 14          | 48.49% |
| Deportes Quindío · Colombia    | 2ª                  | 2019                | 42          | 17          | 13          | 12          | 6  | 1  | 1  | 4  | - | - | - | - | - | - | - | - | 48          | 18          | 14          | 16          | 47.22% |
| Deportes Quindío · Colombia    | Total               | Total               | 116         | 51          | 30          | 35          | 20 | 6  | 5  | 9  | 0 | 0 | 0 | 0 | 0 | 0 | 0 | 0 | 136         | 57          | 35          | 44          | 50.49% |
| Envigado FC · Colombia         | 1ª                  | 2021                | 20          | 7           | 6           | 7           | 2  | 0  | 1  | 1  | - | - | - | - | - | - | - | - | 22          | 7           | 7           | 8           | 42.43% |
| Envigado FC · Colombia         | 1ª                  | 2022                | 46          | 15          | 13          | 18          | 2  | 0  | 1  | 1  | - | - | - | - | - | - | - | - | 48          | 15          | 14          | 19          | 40.97% |
| Envigado FC · Colombia         | 1ª                  | 2023                | 22          | 4           | 9           | 9           | 4  | 1  | 2  | 1  | - | - | - | - | - | - | - | - | 26          | 5           | 11          | 11          | 33.33% |
| Envigado FC · Colombia         | Total               | Total               | 88          | 26          | 28          | 34          | 8  | 1  | 4  | 3  | 0 | 0 | 0 | 0 | 0 | 0 | 0 | 0 | 96          | 27          | 32          | 37          | 39.24% |
| Real Cartagena · Colombia      | 2ª                  | 2024                | 27          | 13          | 7           | 7           | 3  | 1  | 0  | 2  | - | - | - | - | - | - | - | - | 30          | 14          | 7           | 9           | 54.45% |
| Real Cartagena · Colombia      | Total               | Total               | 27          | 13          | 7           | 7           | 3  | 1  | 0  | 2  | 0 | 0 | 0 | 0 | 0 | 0 | 0 | 0 | 30          | 14          | 7           | 9           | 54.45% |
| Total en su carrera            | Total en su carrera | Total en su carrera | 602         | 237         | 177         | 188         | 53 | 18 | 17 | 18 | 8 | 5 | 0 | 3 | 7 | 2 | 4 | 1 | 670         | 262         | 198         | 209         | 48.95% |
| 1. 2. 3.                       |                     |                     |             |             |             |             |    |    |    |    |   |   |   |   |   |   |   |   |             |             |             |             |        |

## Palmarés

### Torneos nacionales
| Título                      | Equipo              | País     | Año  |
| --------------------------- | ------------------- | -------- | ---- |
| Torneo Nacional de Reservas | América de Cali     | Colombia | 2003 |
| Primera B (Apertura)        | Jaguares de Córdoba | Colombia | 2014 |
| Liguilla de Ascenso         | Cúcuta Deportivo    | Colombia | 2015 |